# Maratona de Hokkaido
A Maratona de Hokkaido (em japonês:  北海道マラソン) é uma corrida de pedestre na categoria maratona com percurso de 42,195 km, que ocorre anualmente na cidade de Sapporo, província de Hokkaido no Japão desde 1987.

## Vencedores
| Edição | Data       | Masculino          | País            | Tempo (h:m:s) | Feminino         | País            | Tempo (h:m:s) |
| ------ | ---------- | ------------------ | --------------- | ------------- | ---------------- | --------------- | ------------- |
| 1      | 06-09-1987 | Fedor Ryzhov       | União Soviética | 2:24:28       | Lutsia Belyayeva | União Soviética | 2:42:17       |
| 2      | 04-09-1988 | Masayuki Nishi     | Japão           | 2:17:11       | Jane Welzel      | Estados Unidos  | 2:40:53       |
| 3      | 27-08-1989 | Hiromi Taniguchi   | Japão           | 2:13:16       | Lorraine Moller  | Nova Zelândia   | 2:36:39       |
| 4      | 26-08-1990 | Futoshi Shinohara  | Japão           | 2:15:32       | Lisa Rainsberger | Estados Unidos  | 2:31:29       |
| 5      | 04-08-1991 | Koichi Fujita      | Japão           | 2:17:05       | Lorraine Moller  | Nova Zelândia   | 2:33:20       |
| 6      | 30-08-1992 | Michael Scout      | África do Sul   | 2:16:38       | Olga Appell      | México          | 2:30:22       |
| 7      | 29-08-1993 | Tadesse Gebre      | Etiópia         | 2:15:34       | Nobuko Fujimura  | Japão           | 2:33:10       |
| 8      | 28-08-1994 | Erick Wainaina     | Quênia          | 2:15:03       | Olga Appell      | Estados Unidos  | 2:36:31       |
| 9      | 27-08-1995 | Tadesse Gebre      | Etiópia         | 2:15:07       | Yuko Arimori     | Japão           | 2:29:17       |
| 10     | 25-08-1996 | Biruk Bekele       | Etiópia         | 2:14:26       | Tomoe Abe        | Japão           | 2:31:21       |
| 11     | 31-08-1997 | Erick Wainaina     | Quênia          | 2:13:45       | Chihiro Ogura    | Japão           | 2:33:30       |
| 12     | 30-08-1998 | Ambesse Tolosa     | Etiópia         | 2:10:13       | Eri Yamaguchi    | Japão           | 2:27:36       |
| 13     | 29-08-1999 | Masahiro Matsumoto | Japão           | 2:12:08       | Kazumi Matsuo    | Japão           | 2:32:14       |
| 14     | 27-08-2000 | Dionicio Cerón     | México          | 2:17:14       | Mayumi Ichikawa  | Japão           | 2:32:30       |
| 15     | 26-08-2001 | Tsutomu Sassa      | Japão           | 2:13:45       | Masako Chiba     | Japão           | 2:30:39       |
| 16     | 25-08-2002 | Samson Kandie      | Quênia          | 2:15:12       | Chika Horie      | Japão           | 2:26:11       |
| 17     | 31-08-2003 | Erick Wainaina     | Quênia          | 2:13:13       | Chihiro Tanaka   | Japão           | 2:34:11       |
| 18     | 29-08-2004 | Laban Kagika       | Quênia          | 2:12:20       | Masako Chiba     | Japão           | 2:26:50       |
| 19     | 28-08-2005 | Tomonori Watanabe  | Japão           | 2:14:49       | Masako Chiba     | Japão           | 2:25:46       |
| 20     | 27-08-2006 | Tomonori Watanabe  | Japão           | 2:17:51       | Yoshida Kaori    | Japão           | 2:32:53       |
| 21     | 09-09-2007 | Julius Gitahi      | Quênia          | 2:17:26       | Yuri Kano        | Japão           | 2:30:43       |
| 22     | 31-08-2008 | Masaru Takamizawa  | Japão           | 2:12:10       | Yukari Sahaku    | Japão           | 2:31:50       |
| 23     | 30-08-2009 | Daniel Njenga      | Quênia          | 2:12:03       | Kiyoko Shimahara | Japão           | 2:25:10       |
| 24     | 29-08-2010 | Cyrus Njui         | Quênia          | 2:11:22       | Yumiko Hara      | Japão           | 2:34:12       |